# Christian Bourgois éditeur
Pour les articles homonymes, voir Christian Bourgois et Bourgois.
Christian Bourgois éditeur est une maison d’édition française, fondée en 1966 par Christian Bourgois, sous l’égide des Presses de la Cité, devenue indépendante en 1992.
50 titres sont publiés en moyenne chaque année. Leur distribution en est assurée par la SODIS. Son chiffre d’affaires en 2009 est de 1 976 000 euros, ce qui la classe au cent seizième rang du classement des deux cents principaux éditeurs français.

## Historique
Christian Bourgois (1933–2007) fait ses études à l’Institut d’études politiques de Paris, puis entre à l’École nationale d'administration[réf. nécessaire]. Il en démissionne en 1959, pour travailler comme adjoint de René Julliard, au sein de la maison d’édition éponyme. À la mort de celui-ci en 1962, Christian Bourgois hérite du poste de directeur et prend la tête des éditions René Julliard. À la suite de nombreux problèmes financiers, elles sont rapidement rachetées par les Presses de la Cité. Christian Bourgois dirige aussi les éditions 10/18, Plon et les éditions Perrin. En 1966, toujours sous l’égide des Presses de la Cité, il fonde sa propre maison d’édition, Christian Bourgois éditeur. Elle devient indépendante en 1992.
Christian Bourgois imagine sa maison d’édition dans la mouvance de La Nouvelle Revue française : une aventure commune et de découverte de la littérature. Les premiers livres publiés sont ceux de ses amis, de ses collaborateurs. Parmi ceux-là : Dominique de Roux, Michel Bernard, Jean-Claude Brisville et Carlène Polite.

### Une importance de la littérature étrangère
Bourgois était un grand lecteur, un homme très cultivé et il publiait uniquement ce qui lui plaisait[réf. souhaitée]. Sa grande qualité[Interprétation personnelle ?] fut de savoir bien s’entourer : de bons lecteurs, mais surtout d’excellents traducteurs. Il ne parle qu’une seule langue : le français, pourtant il est celui qui fait découvrir aux Français « les littératures autres », comme il aime appeler le domaine de la littérature étrangère[réf. nécessaire].

### Les auteurs, au centre de la maison d’édition
Une importance est donnée au nom de l’auteur sur les couvertures, elle est représentative de la place que Christian Bourgois attribuait aux écrivains avec lesquels il travaillait. L’éditeur est reconnu pour cette humanité et il dit, à propos du rapport entre éditeurs et auteurs : « nous leur devons fidélité, attention et gratitude pour le cadeau qu’ils nous font à chaque fois qu’ils nous confient un nouveau manuscrit. » Il ajoute que l’« une de [ses] plus grandes satisfactions […] est de constater dans [son] catalogue la présence régulière et répétée d’un auteur. »

## Catalogue
Son « catalogue construit et merveilleux »[source insuffisante] est cité pour sa curiosité et son éclectisme et pour sa richesse dans le panorama de l’édition internationale. Bourgois est le plus grand éditeur français de littérature espagnole[réf. nécessaire] et a un fonds important de littérature américaine. Il contribue à faire découvrir des auteurs de nombreux autres pays.
En 1972, il édite Le Seigneur des anneaux de J. R. R. Tolkien qui lui vaut une grande renommée et en 1988, il établit son engagement littéraire avec la publication des Versets sataniques de Salman Rushdie pour laquelle il reçoit de nombreuses menaces et doit être placé sous protection policière.
Bourgois a le souci de préserver une pluralité des tendances et ne favorise pas une littérature plutôt qu’une autre, il veut juste éditer « des livres que les gens n’ont pas envie de lire » à savoir des lectures qui sortent de l’ordinaire, qui sont exigeantes. L’éditeur cherche à s’établir durablement et accorde beaucoup d’importance à la cohérence de son catalogue. Il a un goût marqué pour la découverte et les « livres différents, pas évidents ». Christian Bourgois ira jusqu’à dire : « Ma vie, c’est mon catalogue. »[réf. nécessaire]
Son catalogue ne présente pas uniquement de la littérature étrangère, il propose aussi de la littérature française, des essais, des documents, du théâtre et une spécialité musique.

## Collections
Le catalogue des éditions Bourgois est classé par grandes thématiques : littérature étrangère, littérature française, essais et théâtre. Les deux premières constituent des collections en elles-mêmes, parfois subdivisées en sous-collections (Fictives par exemple). La littérature étrangère a le fonds le plus important.
Les deux principales collections d’essais « Détroits » et « Choix/Essais » traitent, pour la première de philosophie et pour la deuxième de sujets divers, tel que l’art, l’histoire, la technologie. Deux collections abordent la musique : Musique et Musique/passé/présent.
Une attention toute particulière est à porter à la collection « Titres », une collection de poche lancée en 2007 et comptant plus de 220 titres. Son objectif est de « donner à lire des textes épuisés et dont [Christian Bourgois] a envie de rappeler l’existence ». L’éditeur aime spécialement le format de poche, ce qui s’explique par son long passé aux éditions 10/18. Il veut imposer l’idée qu’un livre de poche « peut être aussi un livre de facture élégante ».
Les ouvrages sont tous très reconnaissables à la couverture — qui a à peine changé depuis 1966.

## Actualités
En 2005, le centre Georges-Pompidou à Paris a organisé une exposition pour célébrer les quarante ans de la maison Bourgois, haussant ainsi le statut de la production de ces éditions à celui « d’œuvre ». Dominique Bourgois est aujourd’hui à la tête de la maison d’édition, à la suite du décès de son mari, Christian, en 2007. Des hommages innombrables saluent ce « passeur » des lettres qui œuvrait pour les « cinglés de la littérature » comme il le proférait lui-même[réf. nécessaire].
Afin de conserver son indépendance, la maison signe en janvier 2019 un partenariat avec la Société d’investissement de la famille Mitterrand, dirigée par Olivier Mitterrand. Trois mois plus tard, Dominique Bourgois abandonne ses fonctions de directrice de la maison, tandis que l’ancien ministre de la culture Frédéric Mitterrand est nommé directeur éditorial.
En juin 2019, Christian Bourgois annonce la nomination de Clément Ribes au poste de directeur éditorial, en remplacement de Frédéric Mitterrand.

## Principaux auteurs publiés
- Hannah Arendt
- Jane Austen
- Jean-Christophe Bailly
- James Baldwin (écrivain)
- Roland Barthes
- Roberto Bolaño
- Jorge Luis Borges
- Pierre Boulez
- Richard Brautigan
- William S. Burroughs
- Angela Carter
- Hélène Cixous
- Leonard Cohen
- Copi
- Michel Deutsch
- Annie Dillard
- John Fante
- E. M. Forster
- Allen Ginsberg
- Witold Gombrowicz
- Jim Harrison
- Denis Johnson
- Ernst Jünger
- Laura Kasischke
- Jack Kerouac
- Hanif Kureishi
- Philippe Lacoue-Labarthe
- Linda Lê
- António Lobo Antunes
- Howard Phillips Lovecraft
- Thomas McGuane
- Jim Morrison
- Toni Morrison
- V. S. Naipaul
- Jean-Luc Nancy
- Georges Perec
- Fernando Pessoa
- Alain Robbe-Grillet
- Oliver Sacks
- Vita Sackville-West
- Patti Smith
- Susan Sontag
- Peter Stamm
- J. R. R. Tolkien
- Boris Vian
- Virginia Woolf
- David Yallop